# Gurtschieflauf
Als Gurtschieflauf wird eine seitliche Bewegung von Antriebsriemen und Fördergurten beschrieben. Dabei bewegt sich der Gurt ungewollt und kann Störungen im Betrieb verursachen. Ein geringer Schieflauf ist in allen Anlagen vorhanden. Gurtschieflauf ist eine der häufigste Ausfallursachen für Gurtförderer. Dabei kann der Gurt von der Anlage fallen und zerstört werden. Oft kollidiert der Fördergurt im Leertrum mit Bauelementen und schleift diese über einen längeren Zeitraum durch.

## Ursachen
Die Ursachen von Gurtschieflauf überlagern sich und sind nur schwer einzeln zu bestimmen.
Zu den Ursachen zählen: 
- Seitenwind
- Verdrehung von Antriebs und Umlenktrommeln
- Fehlausrichtung von Tragrollen und Gerüstfeldern
- Außermittige Schüttgutaufgabe
- Eingeklemmte Körper
- Anbackungen an Tragrollen und Umlenktrommeln[1]

## Gegenmaßnahmen
Wenn die Ursache des Gurtschieflaufs nicht beseitigt oder gefunden werden kann, können aktive oder passive Gegenmaßnahmen eingeleitet werden. Zu den passiven Gegenmaßnahmen zählt das auf Sturz stellen von Tragrollenstationen. Dabei werden die äußeren Tragrollen in Richtung der Gurtmitte geneigt, das zu einem Lenkeffekt auf den Gurt führt, wenn dieser außerhalb der Mitte liegt. Eine weitere Möglichkeit besteht in der Verwendung von Kantenrollen. Diese begrenzen jedoch den Gurtlauf und Führen zu hohen Kantenpressungen, wodurch es zur Beschädigung des Gurtes kommen kann. Aktive Gegenmaßnahmen können durch den Einbau von Lenkrollen in die Anlage eingebaut werden. Diese verdrehen ganze Tragrollenstationen, um eine möglichst effektive Lenkwirkung zu erzeugen. Hierbei kann es jedoch zu einem Übersteuern des Gurtes kommen, wodurch die Gurt alternierend von einer Seite zu anderen pendelt.

## Berechnung
In neusten wissenschaftlichen Untersuchungen wurden Berechnungsmodelle entwickelt, die eine Voraussage des lateralen Gurtlaufes ermöglichen und so den Einfluss von Gegenmaßnahmen vorhersagbar machen. Dabei wird auf ein Finite Elemente Modell zurückgegriffen, das für den Einsatz an Gurtförderern optimiert ist.